# Рикардо Родригес
Рикардо Родригес (на испански: Ricardo Rodríguez) е мексикански автомобилен състезател, участвал във Формула 1.
Роден е в Мексико сити на 14 февруари 1942 г. Има 6 участия и успява да спечели четири точки в световния шампионат.